# Alfred Dehodencq

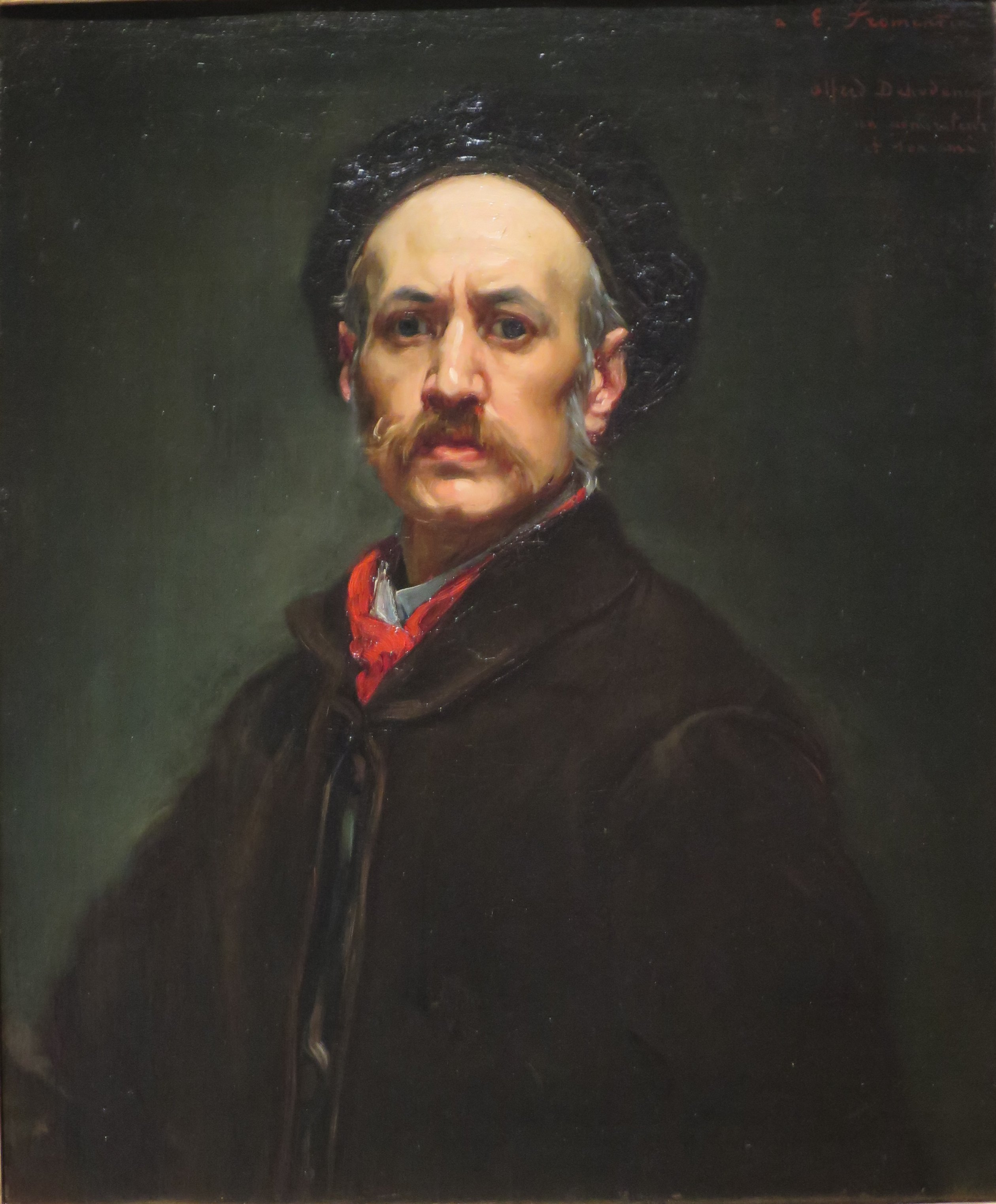
Alfred Dehodencq, Autorretrato, c. 1870, Atlanta, High Museum of Art.

Alfred Dehodencq (Edme Alexis Alfred Dehodencq) (París, 23 de abril de 1822 - París, 2 de enero de 1882) fue un pintor orientalista francés, conocido por sus vívidas pinturas al óleo, especialmente sus escenas del norte de África. 

## Vida
El artista realizó sus estudios en París en la Escuela de Bellas Artes de su ciudad natal, donde coincidió con Léon Bonnat, bajo la tutela del pintor Léon Cogniet.  
En torno a 1849 el Gobierno francés le encargó la ejecución de una obra en España, por lo que el artista se traslada a este país. El interés por la pintura española que poseía el artista debió surgir tras su asiduidad a la Galería Española de Luis Felipe, coincidiendo su vigencia con su período de aprendizaje e inicios profesionales.
Ya en Madrid, el artista quedó bajo protección del duque de Montpensier, marchando a Sevilla donde permanecería aproximadamente diez años de su vida. Realizó algunas obras para la familia ducal y se influenciaría por la vida popular y costumbrista del lugar, que también plasmaría en sus pinturas. Durante su estancia en España, realizaría algún viaje a París y estancias en Marruecos.
Entre 1855 y 1857 se casó con una gaditana, María Amelia Calderón, y se estableció en Cádiz. En 1863 vuelve a París, donde se convierte en una figura aislada; tras más de una década en el extranjero, los críticos y aficionados focalizaron sus escritos en otros autores de la época, y el artista fue incapaz de asimilar los avances hacia el Realismo y el Impresionismo de las nuevas generaciones de pintores franceses. A pesar de no conseguir el reconocimiento y éxito que había obtenido en España, el artista fue condecorado con una primera medalla en el Salón de 1865, por los cuadros titulados Una fiesta judía en Marruecos y La buenaventura, así como el nombramiento de caballero de la Legión de Honor en 1870. 
Su hijo, Edmond Dehodencq (1860-1887), siguió los pasos de su padre, convirtiéndose también en pintor.

## Obra
Debutó en el Salón de París de 1844 con los cuadros El Dante y Santa Cecilia, pero no sería hasta 1846 cuando obtuviera su tercera medalla al presentar un retrato y el lienzo de San Esteban conducido al suplicio. A su paso por Madrid, el artista quedó profundamente impresionado al descubrir la pintura española del Siglo de Oro en el Museo del Prado, y muy especialmente la obra de Velázquez. Como resultado de este aprendizaje creó  el cuadro titulado Corrida de novillos en el Escorial de Abajo, su primera obra de tema español, que presentó a la exposición de la Real Academia de Bellas Artes de San Fernando de 1850 y en el Salón de París de ese mismo año, y Autorretrato, de busto, de 1848 (Museo de Orsay).

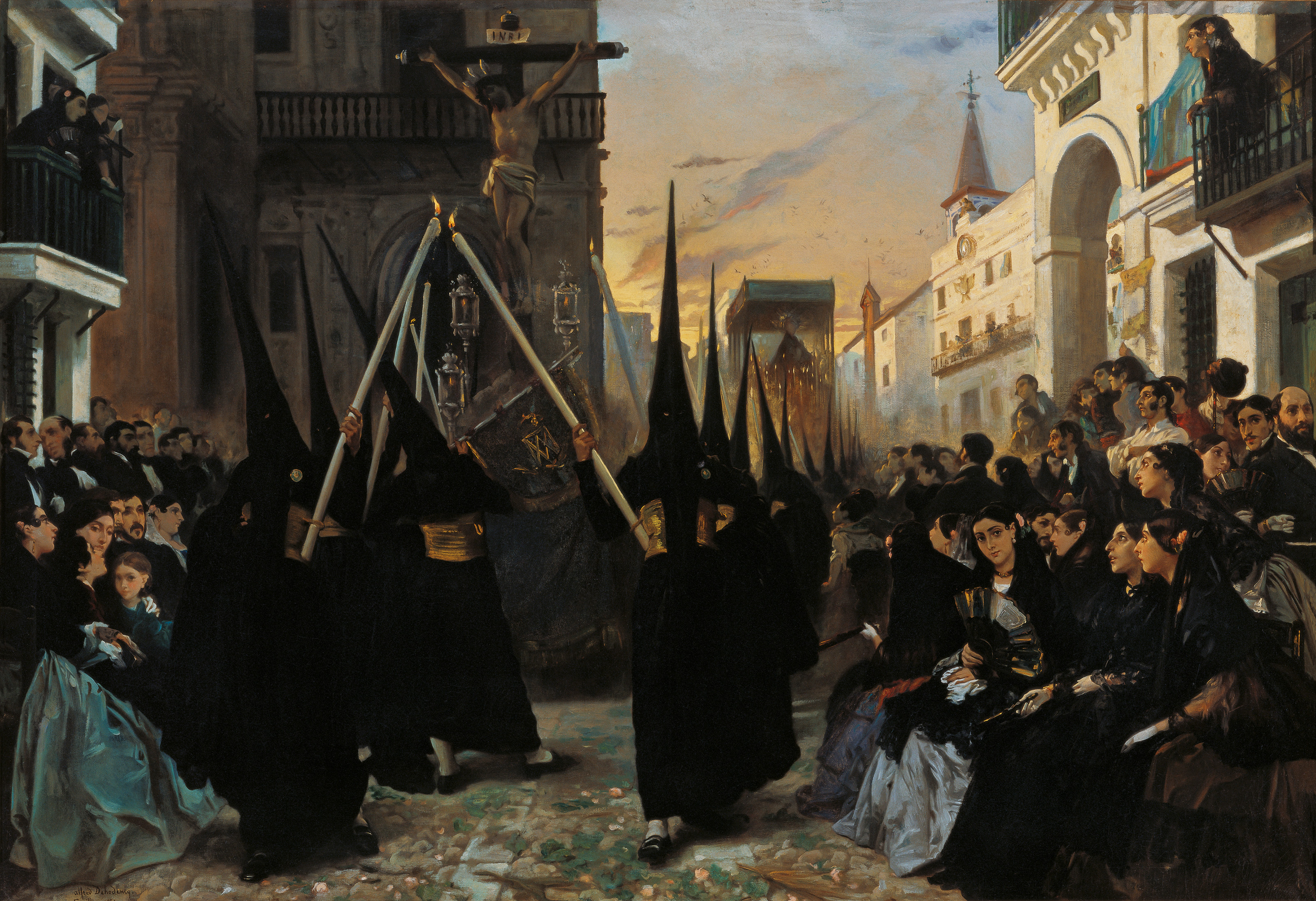
Alfred Dehodencq, Una cofradía pasando por la calle Génova, Sevilla, 1851 Museo Carmen Thyssen Málaga.

Sin embargo, y pese al tono exaltado de sus cartas, hay en su obra muy pocas huellas evidentes del estudio de los maestros españoles a excepción de las que muestran el retrato de su hija, Marie Dehodencq (h. 1872, Musée des Beaux-Arts de Lyon), inspirado, en los retratos de la Infanta Margarita de Velázquez, y, quizá, el Retrato de familia del duque de Montpensier en los jardines de San Telmo, considerada como una de las obras «más `velazqueñas' de la pintura francesa».
Una vez en Madrid, y ayudado por la familia Madrazo, consigue un taller en el que pronto plasma su entusiasmo por las obras de Velázquez, quedando constancia de ello en algunas cartas publicadas por su amigo Gabriel Séailles: «¡Qué pintor, amigo mío! Nada puede dar una idea de él. Es la naturaleza cogida in fraganti. La observación más fina, los tipos más verdaderos, armonías de tono deliciosas, todo está ahí, lanzado con profusión sobre la tela. Su manera viva y fácil, su forma de tratar las vestimentas [...] dejando de lado todos los detalles, esas manos a veces indicadas, testimonian una preocupación continua por el conjunto, por el efecto general [...]. En una palabra, es más verdadero que Van Dyck, también, en fin, tan distinguido como él».

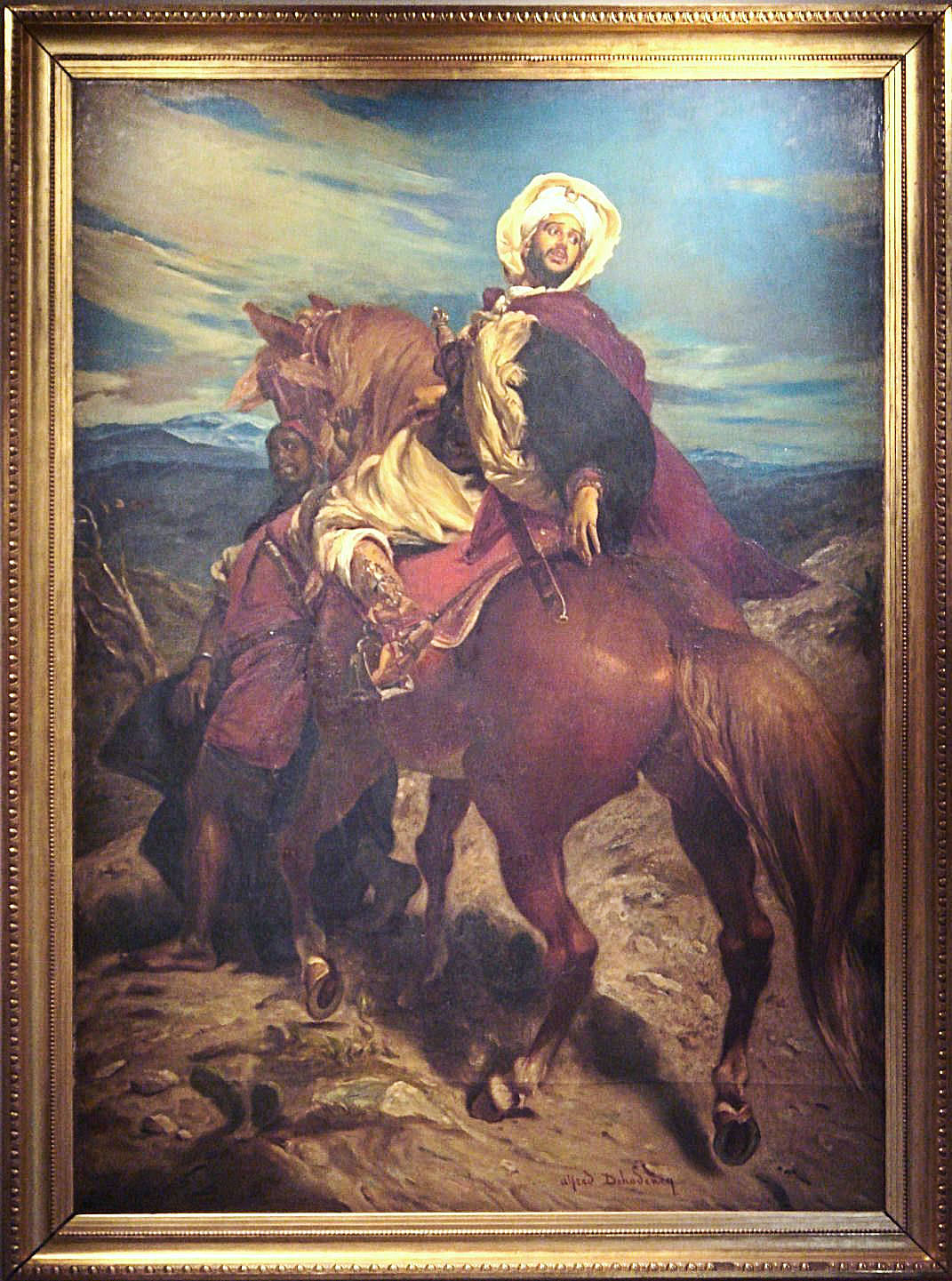
Alfred Dehodencq, El último adiós del rey Boabdil a Granada, 1869.

Inicia su producción costumbrista con Novillada en El Escorial (1850), encargo del gobierno francés, que obtuvo un gran éxito en el Salón de 1851 y pasó al Museo de Luxemburgo, donde fue aceptado y alabado por el círculo de pintores realistas del que formaban parte Legros, Fantin-Latour, Edmund Astruc y Manet, que dijo que la estancia de Dehodencq en Madrid había obrado «un milagro» en su estilo. 
Con algunas interrupciones como los viajes a París y las estancias en Marruecos, donde conoció y aplicó el orientalismo a sus obras, Dehodencq permaneció en España hasta 1863. Entre 1851 y 1854 trabajó en Sevilla al servicio del duque de Montpensier, como retratista, y también como pintor de efemérides y acontecimientos acaecidos en Sevilla y protagonizados por la familia ducal. Aparte de las obras encargadas por el duque, también realizó otras como Un baile de gitanos en los jardines del Alcázar, delante del pabellón de Carlos V, en 1581 y Una cofradía pasando por la calle Génova, en el mismo año. Bien es cierto que durante esta estancia en Sevilla, mandó desde España a París el cuadro Gitanos y gitanas a la vuelta de una fiesta en Andalucía, que sería premiado con la tercera medalla en el Salón de París de 1853. En 1855 se estableció en Cádiz, donde se casó con María Amelia Calderón, pero su estilo basado en una pincela vigorosa y suelta, y en un colorido potente, influyó innegablemente y de forma notoria en los jóvenes pintores sevillanos de su momento.
Volvió a París en 1863, pero siguió presentando en los salones cuadros de tema español como Cristóbal Colón en el convento de la Rábida, 1864; El último adiós del rey Boabdil a Granada, 1869. Obtuvo una primera medalla en el Salón de 1865, por los cuadros titulados Una fiesta judía en Marruecos y La buenaventura.